# 西中島駅
西中島駅（にしなかじまえき）は、愛知県中島郡起町（現・一宮市小信中島）にあった、名古屋鉄道起線（軌道=路面電車）の電車停留所（廃駅）である。

## 歴史
- 1930年（昭和5年） 起 - 中島間に、工業学校前駅として開業。[1][注 1]
- 1944年（昭和19年） 休止。[1][2]
- 1946年（昭和21年）8月15日 復活 [1][2]
- 1949年（昭和24年）12月1日 西中島駅に改称。[1][2]
- 1953年（昭和28年）6月1日 乗客増加により、電車の運行を休止してバス代行輸送に変更。当駅は営業休止となる。[1][2]
- 1954年（昭和29年）6月1日 起線が正式に廃止されたことにより廃駅。[1][2]

## その他
- 駅は現在の名鉄バス起工高・三岸美術館前バス停付近。
- 開業当初の駅名は、愛知県起工業学校（現・愛知県立一宮起工科高等学校）の最寄駅であったことに由来する。

## 隣の駅
名古屋鉄道
起線
尾張中島駅 - 西中島駅 - 起駅